# Medmassa semiflava
Medmassa semiflava là một loài nhện trong họ Corinnidae.
Loài này thuộc chi Medmassa. Medmassa semiflava được Eugène Simon miêu tả năm 1896.